# 大西洋縣
大西洋郡（英語：Atlantic County）是美国新泽西州東南部的一個縣，東南臨大西洋，面積1,739平方公里。根據2020年美國人口普查數字，共有人口27萬4,534人。县治梅斯蘭丁（Mays Landing）。該縣成立於1837年2月7日，縣名取自於其東面之大西洋。
美國第二大賭城大西洋城位於本縣。